# (148) Gallia
(148) Gallia, la nomenclatura del qual deriva del nom en llatí de França, és un asteroide que forma part del cinturó d'asteroides descobert el 7 d'agost de 1875 per Prosper Mathieu Henry des de l'observatori de París, França.
Situat a una distància mitjana de 2,772 ua del Sol, pot apropar-se fins a 2,261 ua i allunyar-se'n fins a 3,283 ua. Té una inclinació orbital de 25,31° i una excentricitat de 0,1843. Completa una òrbita al voltant del Sol en 1.685 dies.